# Aston Martin DBR4
Aston Martin DBR4/250 (bolje poznan le kot DBR4) je dirkalnik Formule 1 Aston Martina, ki ga je zasnoval Ted Cutting. Po uspehih tovarne na vzdržljivostnih dirkah sredi petdesetih let tudi z zmagami na dirki 24 ur Le Mansa, naj bi DBR4 ponovil uspehe še na najvišjem nivoju dirkanja, v Formuli 1. Dirkalnik je temeljil na športnem dirkalniku DB3S, po katerem je prevzeta osnova šasije in razporeditev motorja. Čeprav so dirkalnik testirali že leta 1957, pa je v prvenstvu debitiral na dirki za Veliko nagrado Nizozemske v sezoni 1959, kjer sta z njim nastopila Roy Salvadori in Carroll Shelby. Dolga doba od zasnove do uporabe na dirkah je pomenila, da so bili dirkalniki takrat že zastareli, zato dirkalnik ni mogel biti uspešen. Dirkalnik DBR4 je nadomestil lažji model DBR5/250, ki pa se tudi ni izkazal za konkurenčnega, zato se je Aston Martin umaknil iz Formule 1.

## Zasnova
O odprtokolesnem dirkalniku so pri Aston Martinu razmišljali že leta 1955, na hitro zgrajen prototip pa je bil testiran na dirkah v Avstraliji in Novi Zelandiji leta 1956, opravil pa jih je dirkač Reg Parnell. Na krilih uspehov s testiranj in kljub dejstvu, da je bila večina dirkaškega oddelka Aston Martina zaposlena z dirkami športnih dirkalnikov, se je Aston Martin odločil vstopiti v Formulo 1.
Šasija DBR4 je bila po zgledu cestnih in športnih dirkalnikov Aston Martina zgrajena iz običajne sestavljene konstrukcije. Osnovna zasnova šasije DBR4 v veliki meri temelji na športnem dirkalniku DB3S iz leta 1956, komponente so le prerazporejene, da so bile lahko postavljene v manjšo, enosedežno šasijo. Čeprav so nekateri proizvajalci že začeli uporabljati vetrovnike, na primer Bristol 450, pa je bila aerodinamika posebej glede cestnih dirkalnikov še v povojih. Zaradi tega je bila aerodinamika, čeprav izgleda šasija DBR4 uglajena in enostavna, uničena z odločitvijo za namestitev velike odprtine za hlajenje na straneh ter razmeroma velikega in skoraj navpičnega vetrobranskega stekla. 
Vzmetenje je bilo tipa double wishbones z vzmetmi in teleskopskim blažilnikom spredaj, zadaj pa je bil uporabljen sistem de Dion s torzijskimi vzmetmi. Če je bila v začetku petdesetih taka razporeditev še ena najsodobnejših, pa se je do debija dirkalnika DBR4 večina proizvajalcev odločila za samostojno vzmetenje, kar je prineslo boljše vodljivost, oprijem in držanje cestišča, kot že zastarel sistem, ki ga je uporabil Aston Martin. Enak sistem vzmetenja je imel tudi športni dirkalnik DBR3, ki so ga razvijali v istem času, toda le leto kasneje je bil opuščen, ker se je dirkalnik izkazal za ponesrečenega. Na vseh štirih kolesih so bile nameščene diskaste zavore tipa Girling.
DBR4 si je s svojim bratom DBR3 delil tudi DOH straight-6 motor Aston Martin, le njegovo delovno prostornino so zmanjšali na 2.5L. Čeprav je bil motor, ki ga je zasnoval Tadek Marek, zanesljiv in močan pri prvotni prostornini 3,7L, pa je zmanjšanje prostornine prineslo pogostejše okvare motorja. Motor je lahko proizvajal 280 KM po zagotovilih Aston Martina, toda bolj realistična vrednost je bila 250 KM. To pa je še vedno več od motorja Coventry Climax FPF straight-4, ki sta ga uporabljala Lotus in Cooper, toda motor Aston Martina je bil neprimerno težji. Menjalnik je bil tipa David Brown.
Skupaj so bili med letoma 1957 in 1959 izdelani štirje primerki dirkalnika Aston Martin DBR4/250, od tega do danes preživeli trije. Po spoznanju, da so dirkalniki nekonkurenčni, je moštvo za sezono 1960 izdelalo nov model DBR5. Ti dirkalniki so bili manjši in lažji, tudi motor je bil izboljšan in se je lahko približal že lani obljubljeni moči. DBR5 je imel tudi samostojno vzmetenje na vseh štirih kolesih, toda rezultati se niso vidneje izboljšali.

## Dirkaška zgodovina
Aston Martin DBR4/250 je bil javnosti predstavljen šele aprila 1959, debitiral pa je maja na neprvenstveni dirki BRDC International Trophy, kjer sta nastopila oba dirkača tovarniškega moštva, Roy Salvadori in Carroll Shelby. Salvadori je začel obetavno, saj je v kvalifikacijah postavil tretji čas, premagala sta ga le Stirling Moss z dirkalnikom BRM P25 in Tony Brooks z dirkalnikom Ferrari 246, Shelby pa je postavil šesti čas. Na dirki sta tako Moss kot tudi Brooks odstopila, Aston Martina pa sta se večino dirke ubadala s težavami, Shelby je odstopil dva kroga pred ciljem zaradi okvare črpalke za olje in bil uvrščen na šesto mesto, Salvadori pa je z najhitrejšim krogom dirke zasedel drugo mesto za Jackom Brabhamom s Cooperjem. Toda ta dobra uvrstitev Salvadorija je bila edina dirkalnik za DBR4. 
DBR4 je v prvenstvu debitiral na dirki za Veliko nagrado Nizozemske v sezoni 1959, kjer sta se Shelby in Salvadori kvalificirala le na deseto in trinajsto mesto, med dirko pa sta oba dirkača odstopila zaradi okvare motorja že v prvem delu dirke. Zaradi nadaljnjih zamud in spremembe prioritet sta Aston Martina nastopila le še na treh dirkah v sezoni, niti enkrat pa se nista uvrstila med dobitnike točk. Najboljši rezultat je dosegel Salvadori s šestima mestoma na dirkah za Veliko nagrado Velike Britanije in Veliko nagrado Portugalske. Po ponovnem razočaranju na neprvenstveni dirki BRDC International Trophy v naslednji sezoni 1960, se je dirkalnik pojavil še na treningu dirke za Veliko nagrado Nizozemske, ko nov dirkalnik Aston Martin DBR5 še ni bil pripravljen za Salvadorija. Zaradi spora glede štartnine pa nato Aston Martina sploh nista štartala.
Dirkalniki DBR4 so bili sredi šestdesetih let uporabljeni v Avstraliji, kjer sta Lex Davison in Bib Stillwell nastopala na dirkah Interkontinentalne Formule. Dirkalnik se je z 3.0L motorjem dobro obnesel in Davison je dosegel drugo mesto na dirki za Veliko nagrado Avstralije 1960. Dirkalnik je bil zaradi povečane prostornine motorja znan kot DBR4/300, Stillwell je z njim dirkal do konca sezone 1962-1963, kot najboljši rezultat pa je dosegel tretje mesto na Veliko nagrado Avstralije 1962.

## Popolni rezultati Formule 1
(legenda) (poševne označene dirke niso štele za prvenstvo Formule 1)
| 1959 | Moštvo                  | Dirkača             | GLV | AIN | INT | MON | 500 | NIZ | FRA | VB  | NEM | POR | ITA | IGC | SCT | ZDA |     |     |     | Toč | Prv |
| 1959 | David Brown Corporation | Roy Salvadori       |     |     | 2   |     |     | ret |     | 6   |     | 6   | ret |     |     |     |     |     |     | 0   | -   |
| 1959 | David Brown Corporation | Carroll Shelby      |     |     | 6   |     |     | ret |     | ret |     | 8   | 10  |     |     |     |     |     |     | 0   | -   |
| 1960 | Moštvo                  | Dirkača             | JAR | BUA | ARG | GLV | INT | MON | 500 | NIZ | BEL | FRA | VB  | SCT | POR | ITA | LOM | IGC | ZDA | Toč | Prv |
| 1960 | David Brown Corporation | Roy Salvadori       |     |     |     |     | ret |     |     | DNS |     |     |     |     |     |     |     |     |     | 0   | -   |
| 1960 | David Brown Corporation | Maurice Trintignant |     |     |     |     | 10  |     |     |     |     |     |     |     |     |     |     |     |     | 0   | -   |